# Stukalivka, Bilopillea
Stukalivka (în ucraineană Стукалівка) este un sat în comuna Rîjivka din raionul Bilopillea, regiunea Sumî, Ucraina.

## Demografie
Componența lingvistică a localității Stukalivka
     Ucraineană (100%)
Conform recensământului din 2001, toată populația localității Stukalivka era vorbitoare de ucraineană (100%).